# ユーグ1世 (ポンチュー伯)
ポンチュー伯ユーグ1世（Hugues Ier, comte de Ponthieu, ? - 1000年ごろ）は、フランス貴族。フランス王ユーグ・カペーにより「サン＝リキエ修道院の保護領兼アブヴィル城主」に任命された。また、ユーグ・カペーの娘ジゼルと結婚した。古い系図書ではユーグ1世を「Hugo Miles」としているものもあるが、両者が同一人物であることを裏付ける同時代の資料はない。
ユーグの出自は不明であり、領地を与えられた時期も980年頃という限られた範囲でしか特定できない。また、ユーグ自身はポンチュー伯を自称したことは一度もない。

## 家族
ユーグは994年頃、ユーグ・カペーとアデライード・ダキテーヌの娘ジゼルと結婚した。二人の間には以下の子女が生まれた。
- アンゲラン1世[1]（1045年頃没） - ポンチュー伯位を初めて称した
- ギー - フォレモンティエ修道院長[1]